# Chenep-scha
Das Fest Chenep-scha (auch Tag des Sandholens) ist seit dem Alten Reich unter König (Pharao) Niuserre belegt. Es steht in Verbindung mit der Geburt des Horus und der im Mittleren Reich in Theben bezeugten Göttin Wosret, die als Schützerin des jugendlichen Horus verehrt wurde. 

## Hintergrund

### Altes Reich
Das Fest Chenep-scha  lag nicht auf dem sonst üblichen ersten Tag des Neumondes, sondern beinhaltete das Ritual vom Füllen des Horusauges am zweiten Mondmonatstag. Das Menchet-Fest folgte einen Tag später am dritten Tag und symbolisierte das Bekleiden des Mondes. 

### 12. Dynastie
In der 12. Dynastie wurde unter Sesostris III.  auch die Bezeichnung Tag des Sandholens des Anubis auf seinem Berge in der Pyramidenstadt von Sesostris II., des Seligen geführt. Die Sesostris-II.-Pyramide von Al-Lahun galt mit ihrem Standort als traditionelle Zuweisung zum Berg des Anubis.
Aus dem Tagebuch des Totentempels von Sesostris II. (Papyrus Berlin 10248) ist im 14. Regierungsjahr des Sesostris III. die Verkündung im Mondkalender für den 18. Achet II am zweiten Mondtag vermerkt. Da im Festkalender der Akrobatentruppe aus dem 35. Regierungsjahr des Amenemhet III. das Menchet-Fest für den zweiten Monat Achet ohne Datumsnennung angesetzt war, lag eine Verkündung des Mondtermins zum Zeitpunkt der Erstellung des damaligen Festkalenders noch nicht vor.